# PECAM1
Le PECAM1 (pour « Platelet endothelial cell adhesion molecule ») ou CD31 est une protéine de type cluster de différenciation dont le gène est PECAM1 situé sur le chromosome 17 humain.

## Rôles
Son poids moléculaire est de 130 kDa. Il s'agit d'une protéine transmembranaire avec une partie extracellulaire composée de six domaines de type immunoglobuline, une partie transmembranaire et une partie cytoplasmique, cette dernière comportant un domaine de type inhibiteur de tyrosine kinase. Il est exprimé à la surface des cellules endothéliales, des cellules hématopoïétiques, des lymphocytes et des cellules dendritiques. Il joue un rôle dans la régulation de l'inflammation. Dans la plaque d'athérome, il inhibe la formation d'une thrombose.
Exprimé dans les jonctions intercellulaires, il est lié à la vimentine. Il agit comme un capteur de cisaillement au niveau de la paroi des artérioles : en cas de déformation de cette dernière, la protéine est phosphorylée et active le système Akt et la NO synthase permettant la production du monoxyde d'azote (NO) entraînant une vasodilatation.
Il pourrait jouer un rôle dans la genèse de l'athérome mais cette action est variable suivant le site artériel concerné. Il pourrait intervenir dans la genèse d'un anévrisme de l'aorte abdominale.
Dans l'angine de poitrine, son expression est augmentée, et diminuée transitoirement en cas de syndrome coronarien aigu. 
Le MMP9 dégrade la partie extracellulaire du CD31 en coupant les cinq premiers domaines de type immunoglobuline, inhibant l’activité de la protéine. 